# Christoph Rolle
Christoph Rolle (* 4. Januar 1806 in Lausen; † 25. August 1870 ebenda; heimatberechtigt ebenda) war ein Schweizer Politiker und Wegbereiter der direkten Demokratie im Kanton Basel-Landschaft.

## Leben
Rolle wurde von Pfarrer Johann Jakob Bischoff in Muttenz zum Lehrer ausgebildet. Dort übernahm er 1827 die Leitung der Schule mit 160 Kindern, verlor diese Stelle aber 1831 wieder, weil er sich im Januar am Aufstand der Landschäftler gegen die Stadt Basel beteiligt hatte. Im neu gegründeten Landkanton wirkte er bis 1843 als Lehrer in Liestal, im Jahr 1837 zudem als Erziehungsrat. Danach eröffnete er in Lausen ein Geschäft für Geldvermittlung, Schuldeneintreibung und Weinhandel.
Politisch schloss sich Rolle der oppositionellen Bewegungspartei an; 1833 war er Vorstandsmitglied des «Patriotischen Vereins». 1839 unterstützte er eine Fremdenpetition gegen politische Flüchtlinge, 1847 sass er im Vorstand des Volksvereins zur Unterstützung des Bundesstaats. In den 1850er-Jahren gehörte Rolle zu den Führern der «Chnorzi», die den Kanton zu absoluter Sparsamkeit verpflichten wollten, von 1854 bis 1858 war er Baselbieter Landrat.
In den folgenden Jahren sammelte er zahlreiche Unzufriedene in der sogenannten Revi-Bewegung (Revisionsverein), die nach dem «Niemalsbeschluss» des Landrats zur Wiedervereinigung mit der Stadt Basel von 1861 schliesslich 1862/1863 eine direktdemokratische Verfassungsrevision durchsetzte, durch die Basel-Landschaft als erster Schweizer Kanton das obligatorische Gesetzesreferendum erhielt. Als Regierungsrat führte Rolle von 1863 bis 1866 ein derart ausgeprägtes Parteiregiment, dass der Bundesrat mehrmals eingreifen musste.
Da Rolle unter Verfolgungswahn litt, verletzte er den Bärenwirt in Lausen 1865 mit einem Messer lebensgefährlich. Er gehörte zu den Gründern des Volksblatts aus Baselland im Jahr 1861, der Basellandschaftlichen Kantonalbank im Jahr 1864 und der Zeitung Der Demokrat aus Baselland im Jahr 1866.